# باشگاه فوتبال ریکیاویک
کناتسپیرنوفیلاگ ریکیاویکور (تلفظ در ایسلندی: [ˈkʰnahtˌspɪ(r)tnʏˌfjɛːˌlaːɣ ˈreiːcaˌviːkʏr̥]، ت.ت. 'باشگاه فوتبال ریکیاویک') که معمولاً به اختصار کی‌آر شناخته می‌شود، یک باشگاه فوتبال ایسلندی است که در ناحیه وستورپیر پایتخت، ریکیاویک، واقع شده است.
کی‌آر قدیمی‌ترین و موفق‌ترین باشگاه فوتبال ایسلند است که ۲۷ بار قهرمان لیگ برتر فوتبال ایسلند شده است، از جمله اولین فصل در سال ۱۹۱۲. همچنین موفق‌ترین باشگاه در جام حذفی ایسلند است، با ۱۴ عنوان قهرمانی، از جمله اولین قهرمانی در سال ۱۹۶۰ و جدیدترین قهرمانی در سال ۲۰۱۴. در سال ۱۹۶۴، کی‌آر همچنین اولین نماینده ایسلند در جام یوفا بود.

## افتخارات
- لیگ برتر ایسلند
  - قهرمانی (۲۷)
  - نایب قهرمانی (۲۴)
- جام حذفی ایسلند
  - قهرمانی (۱۴)
- جام اتحادیه ایسلند
  - قهرمانی (۸)
- سوپر جام ایسلند
  - قهرمانی (۶)